# Cognac (Charente)
Cognac /kɔˈɲak/ è un comune francese di 18 606 abitanti situato nel dipartimento della Charente, nella regione della Nuova Aquitania.
A Cognac fu siglato (su iniziativa di Guicciardini) nel 1526 l'accordo con cui, per contrastare lo strapotere di Carlo V, gli stati regionali allora presenti in Italia si strinsero in un'alleanza, in modo da salvaguardare l'indipendenza della penisola. Tuttavia esso si rivelò ben presto fallimentare: nel 1527 la Lega subì una cocente disfatta e Roma fu messa al sacco dai Lanzichenecchi, mentre a Firenze veniva instaurata (per la terza ed ultima volta) la Repubblica.
La città dà il nome a una notissima bevanda alcoolica, l'acquavite Cognac, che in base a una legge del 1º maggio 1909 ha la denominazione protetta: solo il distillato proveniente dall'area delimitata della Charente può essere chiamato Cognac, laddove nel resto di Francia e nel mondo tale distillato è chiamato brandy o riceve altre denominazioni locali (es. Pisco in Perù).

## Società

### Evoluzione demografica
Abitanti censiti

## Amministrazione

### Gemellaggi
- Königswinter
- Perth
- Denison
- Valdepeñas